# Stârc cu umeri negri
Stârcul cu umeri negri (Ardea herodias) sau marele stârc albastru este o pasăre mare din familia Ardeidae, care se găsește în apropierea țărmurilor apelor deschise și în zonele umede din cea mai mare parte a Americii de Nord și Centrale, precum și în nord-vestul Americii de Sud, în Caraibe și în Insulele Galápagos. Se găsește ocazional în Azore și este o pasăre rară în Europa.

## Taxonomie
Stârcul cu umeri negri a fost una dintre numeroasele specii descrise inițial de Carl Linnaeus în lucrarea sa din secolul al XVIII-lea, Systema Naturae. Numele științific provine din latinescul ardea și greaca veche ἐρῳδιός (erōdios), ambele însemnând „stârc”.
Nișa stârcului cu umeri negri în Europa este ocupată de stârcul cenușiu congeneric (Ardea cinerea), care este ceva mai mic (90-98 cm) și are gâtul și picioarele gri deschis, fără nuanțele de maro ale marelui stârc albastru. Stârcul cu umeri negri formează o superspecie cu stârcul cenușiu, care include, de asemenea, stîrcul cocoi din America de Sud, care se deosebește prin faptul că are pieptul și gâtul albe iar capul este negru pe o zonă mai extinsă.
Cele cinci subspecii sunt:
- Ardea herodias herodias Linnaeus, 1758
- Ardea herodias fannini Chapman, 1901
- Ardea herodias wardi Ridgway, 1882
- Ardea herodias occidentalis Audubon, 1835
- Ardea herodias cognata Bangs, 1903

## Galerie

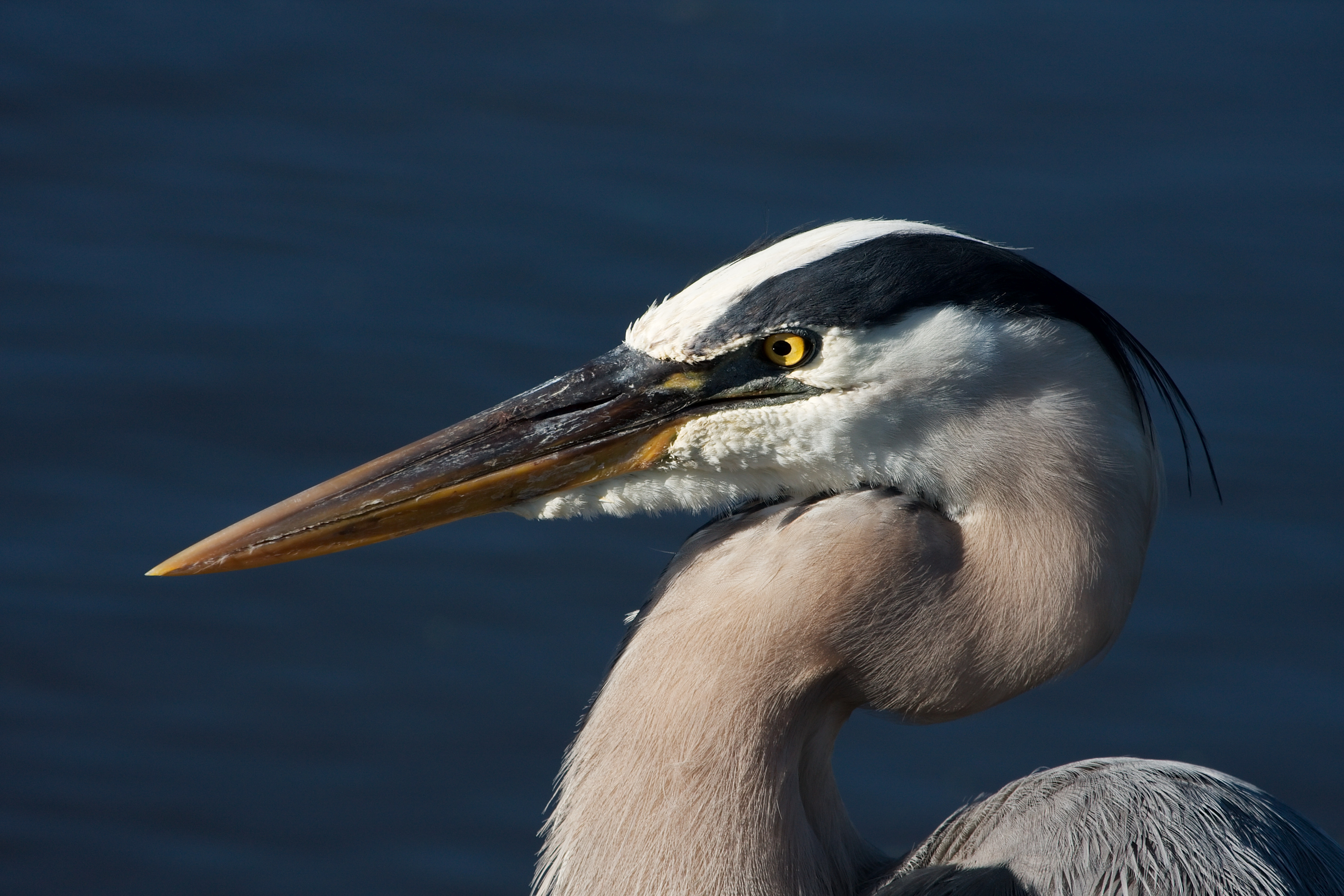
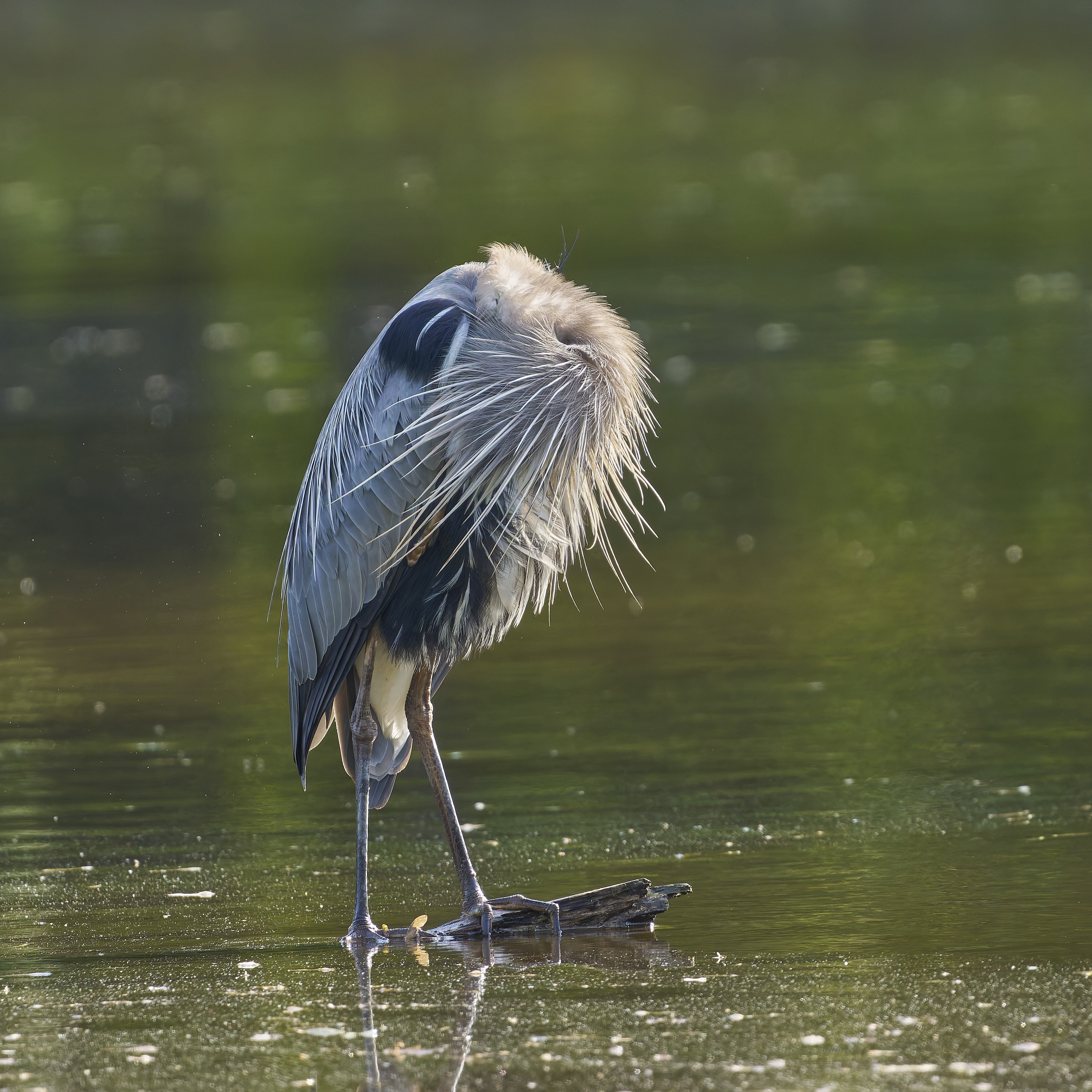
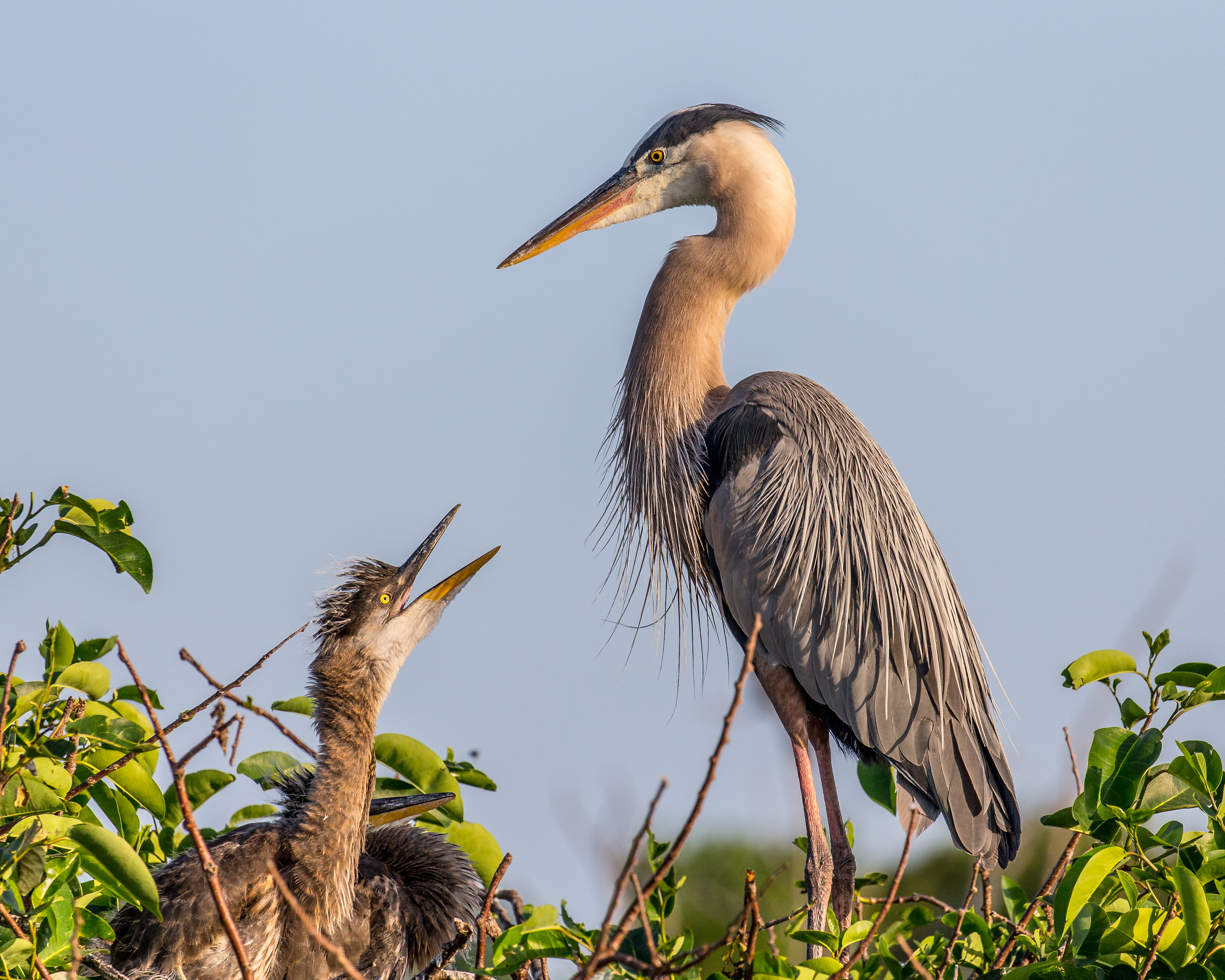
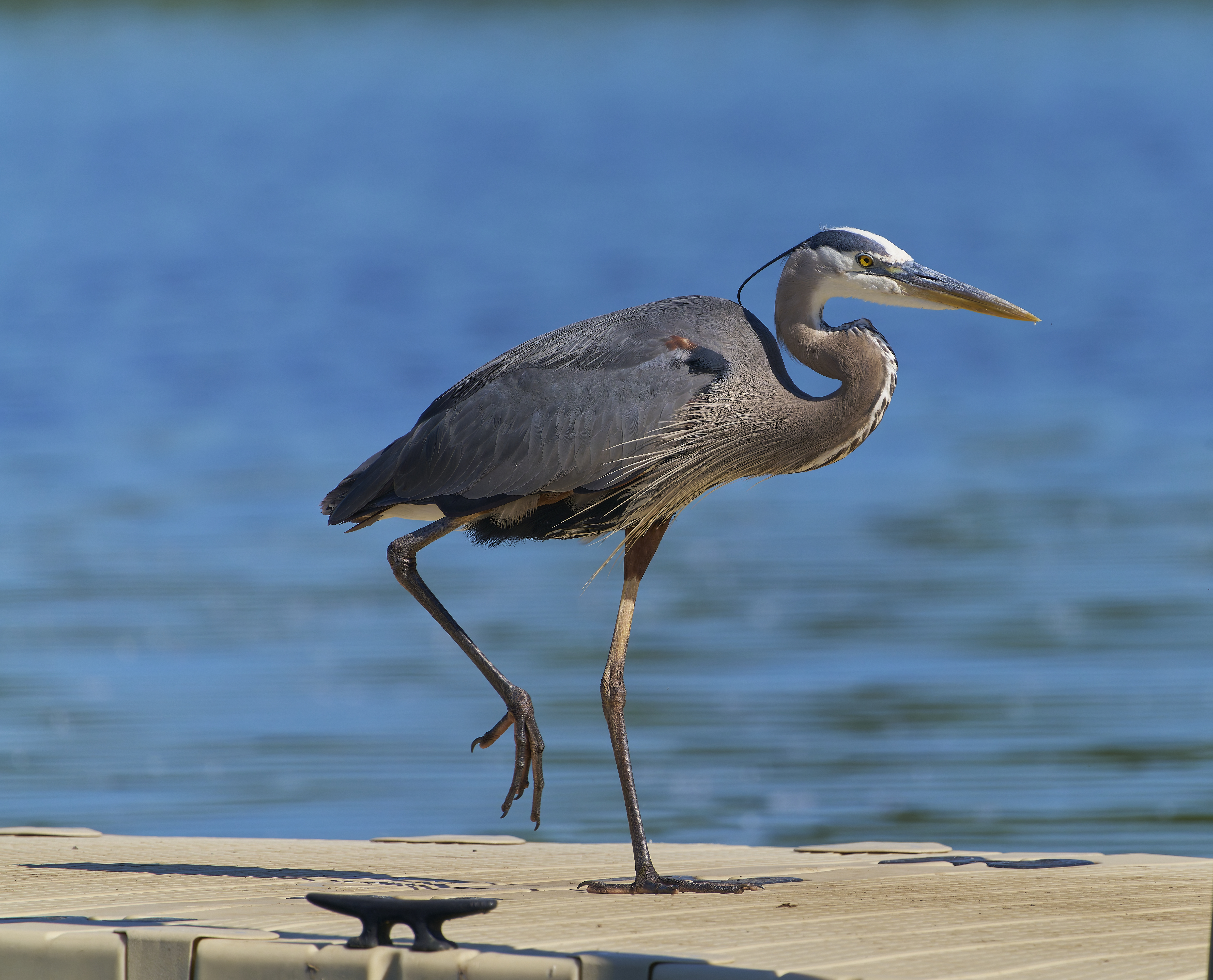
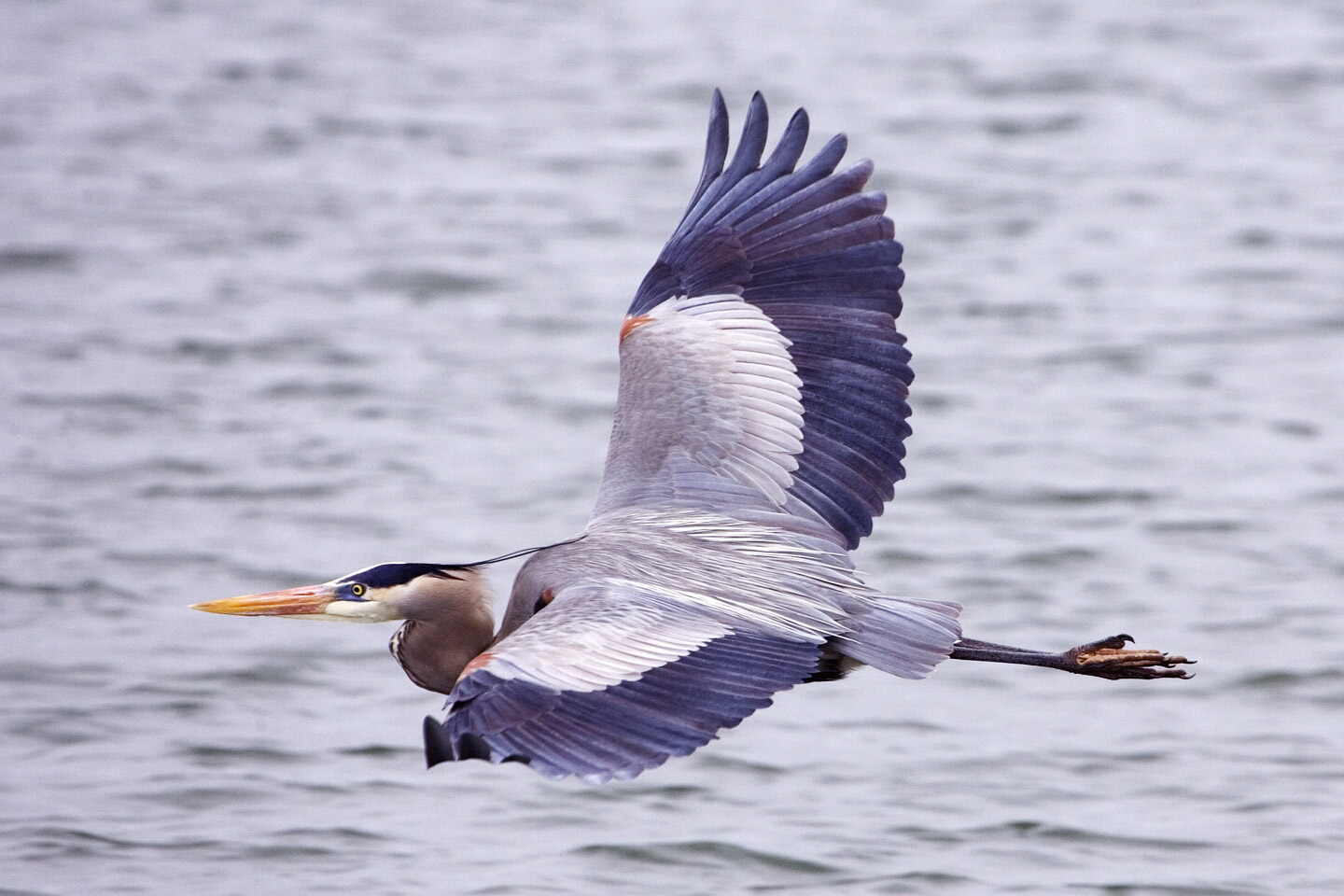
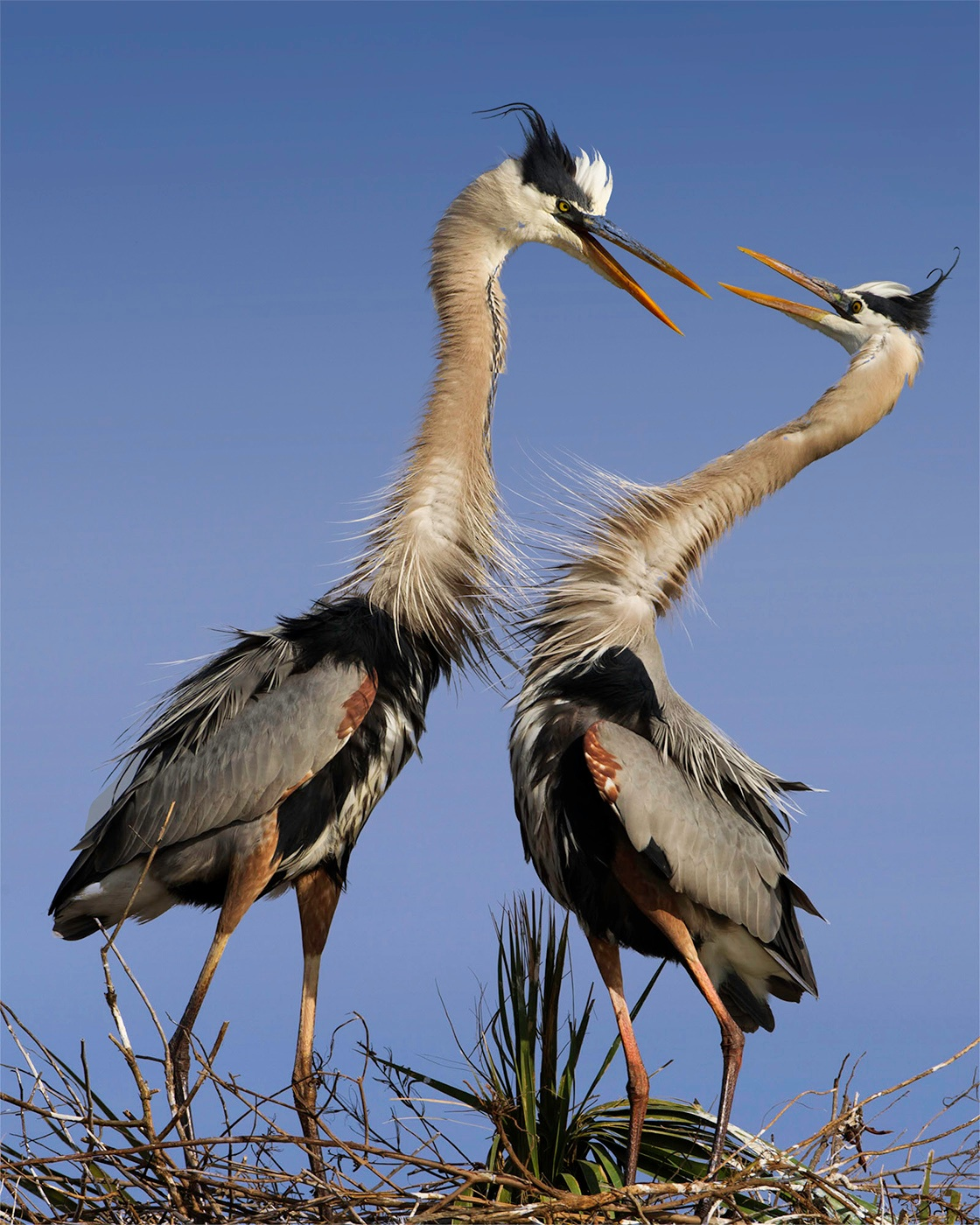
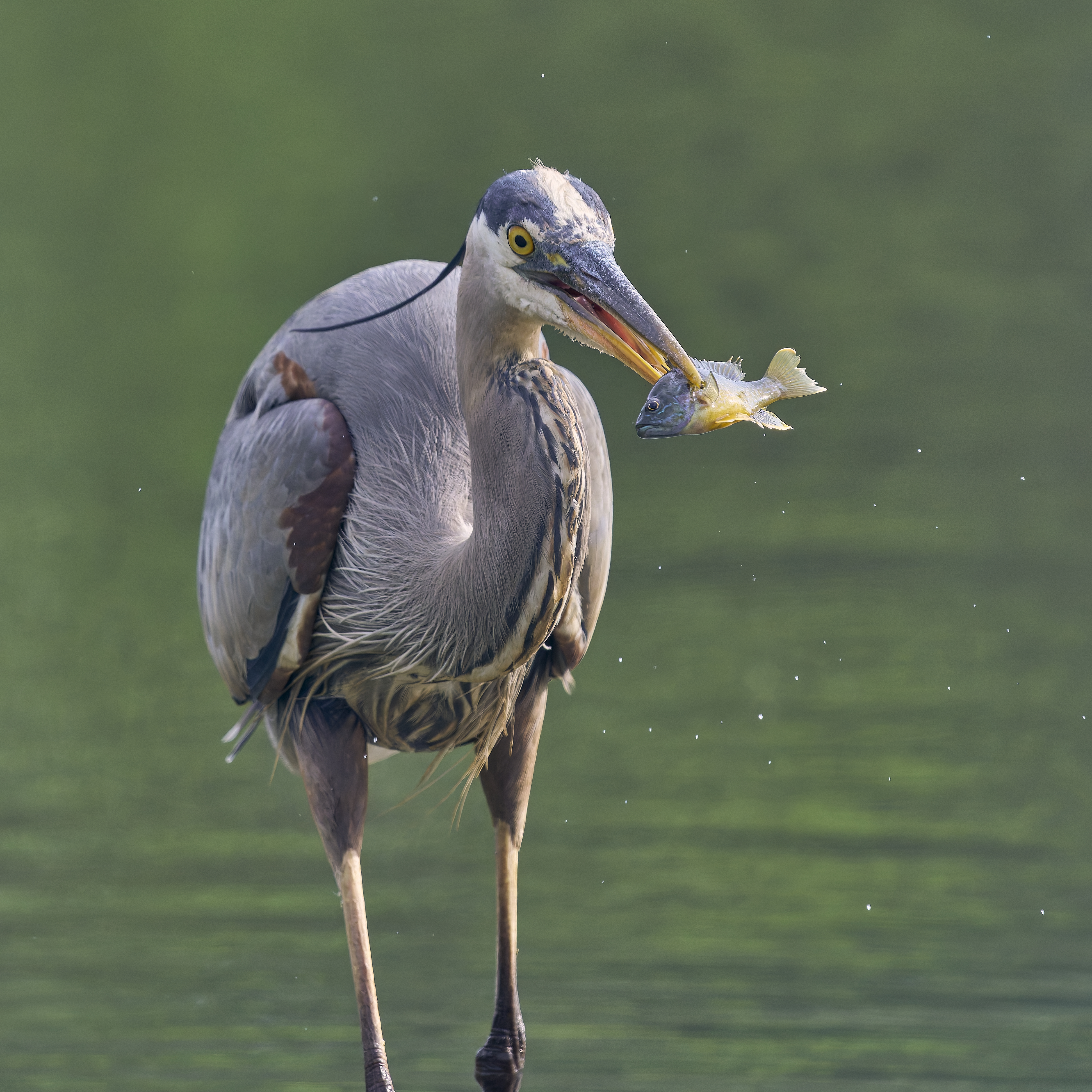
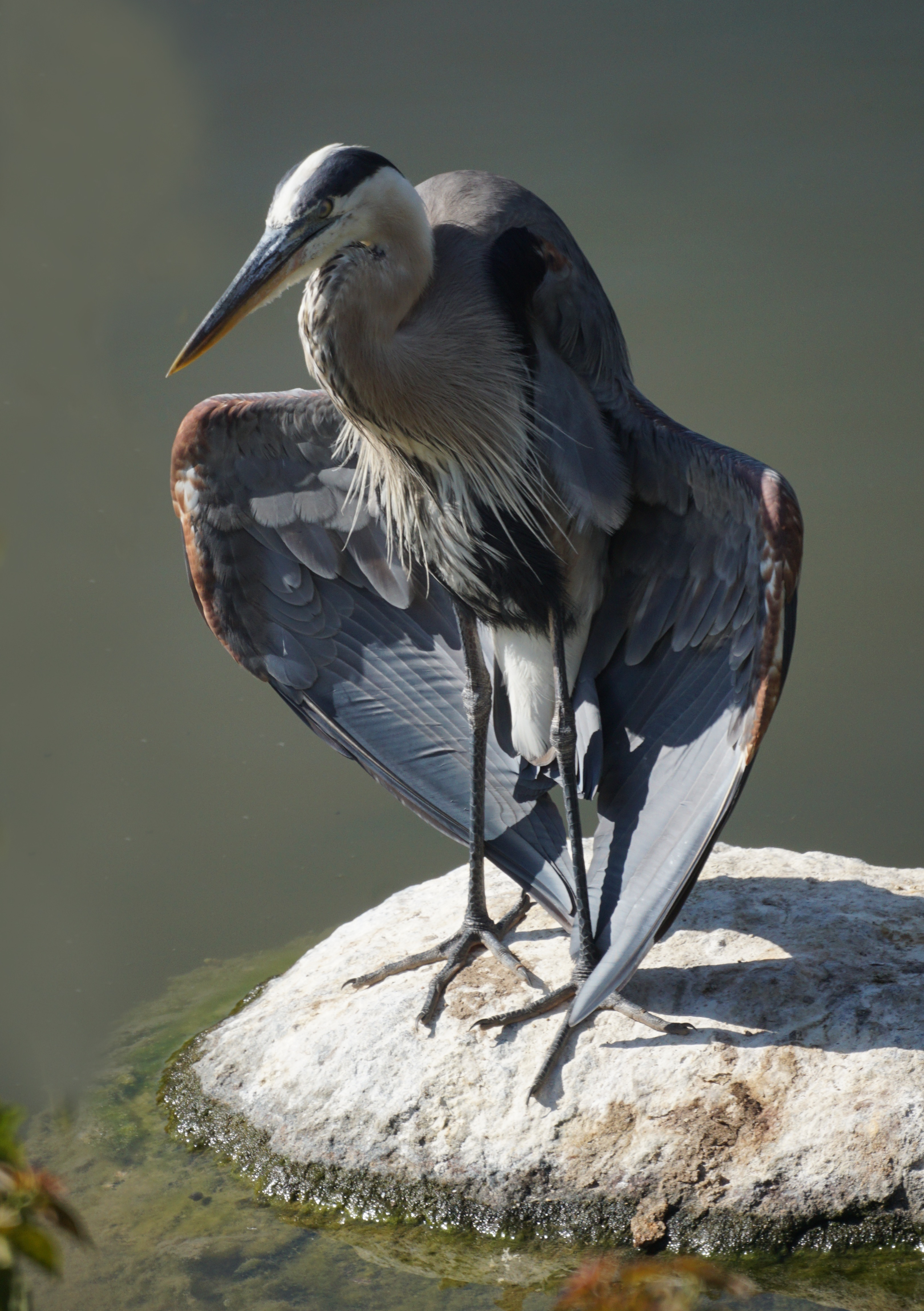